# Lance-grenades Pallad

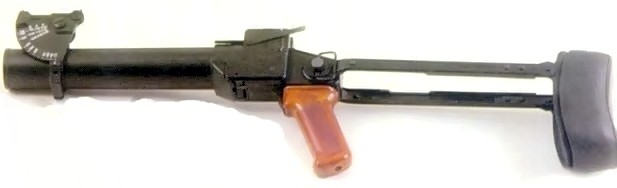
wz. 83 Pallad D

Le Pallad, également connu sous le nom de wz. 1974, est un lance-grenades polonais de 40 mm, développé pour être utilisé avec le fusil d'assaut AKM et destiné à remplacer le fusil lance-grenades kbkg wz. 1960. Le nom de l’arme reflète le mot polonais pour palladium.
Le développement de l’arme s’est appuyé sur des concepts fournis par Józef Brodacki.
Le wz. 1983 Pallad D, la version autonome du wz. 74, dispose d’une crosse et d’une poignée de pistolet de type AK.
Malgré le même calibre, le lance-grenades n’est pas compatible avec les munitions de lance-grenades utilisées dans l’OTAN mais il existe également des variantes compatibles avec la grenade 40 x 46 mm OTAN nommées GP-40 (version 40 x 46 mm du wz. 74 Pallad) et GS-40 (version 40 x 46 mm du wz. 83 Pallad-D).

## Utilisateurs
- Lituanie : 10 (5,56 mm karabinek-granatnik wz. 1974) ont été donnés par la Pologne et utilisés par la Lituanie avant 2003.
- Pologne : La Force terrestre polonaise utilise les 7,62 mm karabinek-granatnik wz. 1974 (utilisation limitée), 5,45 mm karabinek-granatnik wz. 1974 (élimination progressive), 5,56 mm karabinek-granatnik wz.1974 et wz. 83 Pallad-D.